# Cantó de Sompuis
El cantó de Sompuis és un cantó francès del departament del Marne, situat al districte de Vitry-le-François. Té 13 municipis i el cap és Sompuis.

## Municipis
- Bréban
- Chapelaine
- Coole
- Corbeil
- Dommartin-Lettrée
- Humbauville
- Le Meix-Tiercelin
- Saint-Ouen-Domprot
- Saint-Utin
- Sommesous
- Sompuis
- Somsois
- Soudé

## Història
| Data d'elecció                           | Identitat        | Partit                                       | Qualitat |
| ---------------------------------------- | ---------------- | -------------------------------------------- | -------- |
| 1945-1964                                | Alphonse Bergaut | Radical                                      |          |
| 1964-1994                                | James Menuel     | SFIO, després divers droite, després UDF-CDS |          |
| 1994-                                    | Claude Paul      | Divers droite, després UDF, després UMP      |          |
| les dades anteriors no són pas conegudes |                  |                                              |          |
|                                          |                  |                                              |          |

## Demografia
| A partir de 1990: Població sense dobles comptes |